# Masteria aimeae
Masteria aimeae är en spindelart som först beskrevs av Alayón 1995.  Masteria aimeae ingår i släktet Masteria och familjen Dipluridae.
Artens utbredningsområde är Kuba. Inga underarter finns listade i Catalogue of Life.